# Eraldo Baldini
Eraldo Baldini (Russi, 21 dicembre 1952) è uno scrittore italiano.

## Biografia
Ha iniziato a dedicarsi alla narrativa dalla fine degli anni ottanta, dopo essersi specializzato in antropologia culturale ed etnografia ed avere scritto diversi saggi in quei campi. La sua prima produzione a carattere mystery è la raccolta di racconti Nella nebbia pubblicata dallo stesso editore degli studi sul folklore romagnolo; la rinomanza di Baldini cresce poi gradualmente da quando, nel 1991, vince il Mystfest di Cattolica con il racconto Re di Carnevale. Per la sua narrativa viene coniato il termine di «gotico rurale» perché Baldini è riuscito a trasporre un genere tipicamente anglosassone e d'ambientazione urbana, nei siti a lui familiari della campagna romagnola.
Oltre ad essere un romanziere affermato in Italia e all'estero, Eraldo Baldini è anche sceneggiatore, autore teatrale e organizzatore di eventi culturali. Nei giorni 14 e 15 aprile 2009 viene trasmessa su Rai Uno la fiction Mal'aria, tratta dall'omonimo romanzo.
Vive a Ravenna, nella frazione di Porto Fuori.

## Opere

### Saggistica
- Eraldo Baldini e Giuseppe Bellosi, Halloween: nei giorni che i morti ritornano, collana Einaudi stile libero Extra, Einaudi, 2006, ISBN 978-88-06-18496-4.
- Eraldo Baldini, Il gladiatore dimenticato: mito e realtà nella vicenda di Tumelico, figlio dell'eroe germanico Arminio, collana Storia, Longo, 2009, ISBN 978-88-8063-616-8.
- Eraldo Baldini, Norino Cani, Pietro Compagni, Pasqua di sangue. La Battaglia di Ravenna 11 aprile 1512, Ravenna, Longo, 2012 ISBN 978-88-8063-710-3
- Eraldo Baldini e Giuseppe Bellosi, Tenebroso Natale, Bari, Laterza, 2012, ISBN 978-88-420-9079-3
- Tenebrosa Romagna: mentalità, misteri e immaginario collettivo nei secoli della paura e della "maraviglia", Cesena, Il Ponte Vecchio, 2014, ISBN 978-88-6541-363-0
- I riti della tavola in romagna. Il cibo e il convivio: simbolismo, tradizioni, superstizioni, Cesena, Il Ponte Vecchio, 2014, ISBN 978-88-6541-430-9
- I misteri di Ravenna : la faccia nascosta della storia e della memoria, Cesena, Il Ponte Vecchio, 2015, ISBN 978-88-6541-468-2
- Eraldo Baldini e Giuseppe Bellosi, Halloween:origine, significato e tradizione di una festa antica anche in Italia, Cesena, Il Ponte Vecchio, 2015, ISBN 978-88-6541-492-7
- I riti del nascere in Romagna : gravidanza, parto e battesimo in una cultura popolare, Cesena, Il Ponte Vecchio, 2016, ISBN 978-88-6541-534-4
- Eraldo Baldini e Giuseppe Bellosi, Calendario e tradizioni in Romagna, Cesena, Il Ponte Vecchio, 2016, ISBN 978-88-6541-581-8
- Eraldo Baldini e Giuseppe Bellosi, Misteri e curiosità della Bassa Romagna, Cesena, Il Ponte Vecchio, 2017, ISBN 978-88-6541-622-8
- Eraldo Baldini e Susanna Venturi, Prima del liscio. Il ballo e i balli nella vecchia tradizione della Romagna, Cesena, Il Ponte Vecchio, 2017, ISBN 978-88-6541-636-5
- Fantasmi e luoghi stregati di Romagna: tra mito, leggenda e cronaca, Cesena, Il Ponte Vecchio, 2017, ISBN 978-88-6541-682-2
- Sotto il segno delle corna, Cesena, Il Ponte Vecchio, 2017, ISBN 978-88-6541-683-9
- Eraldo Baldini e Aurora Bedeschi, Il fango, la fame, la peste. Clima, carestie ed epidemie in Romagna nel Medioevo e in Età moderna, Cesena, Il Ponte Vecchio, 2018, ISBN 978-88-6541-730-0
- I giorni del sacro e del magico. Tradizioni "dimenticate" del ciclo dell'anno in Romagna, Cesena, Il Ponte Vecchio, 2018, ISBN 978-88-6541-768-3
- Romagna misteriosa. Storie e leggende di mare e di costa, Cesena, Il Ponte Vecchio, 2019, ISBN 978-88-6541-812-3
- L'orribile flagello. I terremoti in Romagna nel Medioevo e in Età moderna, Cesena, Il Ponte Vecchio, 2019, ISBN 978-88-6541-860-4
- Eraldo Baldini e Giuseppe Bellosi, Dante in Romagna, Cesena, Il Ponte Vecchio, 2020, ISBN 978-88-6541-908-3
- Quel che vedevano in cielo. Comete, prodigi, oggetti volanti nelle cronache e testimonianze dall'Antichità alla fine del XVII secolo, Cesena, Il Ponte Vecchio, 2020, ISBN 978-88-6541-952-6
- Eraldo Baldini e Marco Galaverni, Uomini e lupi in Romagna e dintorni. Realtà e mito, attualità e storia, Cesena, Il Ponte Vecchio, 2021. ISBN 978-88-6541-996-0
- Romagna arcana. I folletti, le fate, la Vecchia, la Borda, i draghi e altri esseri fantastici ed entità misteriose, Cesena, Il Ponte Vecchio, 2021, ISBN 979-12-5978-052-2
- Eraldo Baldini e Simona Camporesi, Streghe, malefici e magia popolare in Romagna. Tra storia e folklore, Cesena, Il Ponte Vecchio, 2022, ISBN 979-12-5978-098-0
- Feste crudeli e giochi di sangue. Le espressioni "feroci" della tradizione nella storia e nel folklore di Romagna e dintorni: tra rito, conflitto e spettacolo, Bologna, Pendargon, 2022, ISBN 978-88-3364-484-4
- Eraldo Baldini, Giancarlo Cerasoli, Oreste Delucca, Davide Gnola, Pirati e corsari nel mare di Romagna (secoli XV-XIX), Cesena, Il Ponte Vecchio, 2023, ISBN 979-12-5978-185-7
- Le apparizioni mariane in Romagna. Tra storia, leggenda e religiosità popolare, Cesena, Il Ponte Vecchio, 2023, ISBN 979-12-5978-243-4
- Eraldo Baldini e Alberto Pagani, Transatlantica (Romagna & America), Cesena, Il Ponte Vecchio, 2024, ISBN 979-12-5978-336-3

### Narrativa
- Nella nebbia e altri racconti, Ravenna, Longo, 1987
- Urla nel grano, Faenza, Mobydick, 1994
- Bambine, Roma, Theoria, 1995, ISBN 88-241-0446-0
- L'estate strana, Trieste, EL, 1997, ISBN 88-477-0118-X
- Mal'aria, Milano, Frassinelli, 1998, ISBN 88-7684-518-6
- Faccia di sale, Milano, Frassinelli, 1999, ISBN 88-7684-566-6
- Gotico rurale, Milano, Frassinelli, 2000, ISBN 88-7684-613-1
- Le porte del tempo, Milano, The Walt Disney Company Italia, 2001, ISBN 88-7309-810-X
- Terra di nessuno, Milano, Frassinelli, 2001, ISBN 88-7684-668-9
- Tre mani nel buio, Milano, Sperling & Kupfer, 2001, ISBN 88-8274-219-9
- Eraldo Baldini, Carlo Lucarelli e Giampiero Rigosi, Medical Thriller, Torino, Einaudi, 2002, ISBN 88-06-16349-3
- Bambini, ragni e altri predatori, Torino, Einaudi, 2003, ISBN 88-06-16419-8
- Dal grande fiume al mare , Bologna, Edizioni Pendragon, 2003, ISBN 88-8342-228-7
- Nebbia e cenere, Torino, Einaudi, 2004, ISBN 88-06-16420-1
- Come il lupo, Torino,  Einaudi, 2006, ISBN 88-06-17533-5
- Eraldo Baldini, Massimo Cotto, Le notti gotiche, Reggio Emilia, Aliberti, 2006, ISBN 978-88-7424-202-3
- Melma, Milano, Edizioni Ambiente, 2007, ISBN 978-88-89014-47-9
- Eraldo Baldini e Alessandro Fabbri, Quell'estate di sangue e di luna, Torino, Einaudi, 2008, ISBN 978-88-06-19009-5
- L'uomo nero e la bicicletta blu, Torino, Einaudi, 2011, ISBN 978-88-06-19539-7
- Nostra Signora delle Patate, nella collana Inediti d'autore, Corriere della Sera, Milano, 2011
- Nevicava sangue, Torino, Einaudi, 2013, ISBN 978-88-06-21466-1
- Fra l'Adriatico e il West: 77 racconti "fuori campo", Ravenna, Fernandel, 2015, ISBN 978-88-98605-20-0
- Stirpe selvaggia, Torino, Einaudi, 2016, ISBN 978-88-06-22592-6
- La palude dei fuochi erranti, Milano, Rizzoli, 2019, ISBN 978-88-17-10999-4